# Lockheed Martin X-33
Lockheed Martin X-33 je bilo brezpilotno orbitalno letalo v pomanjšanem merilu za predlagan projekt ponovno uporabljivega izstrelitvenega sistema (RLV) in enostopenjskega plovila SSTO VentureStar. X-33 bi preskušal več novih tehnologij, za katere je NASA verjela, da so potrebne za enostopenjski dvig v Zemljino tirnico, kot na primer: 
- kovinski toplotni ščit,
- kompozitni kriogenski tanki za tekoči vodik,
- novi linearni (aerospike) raketni pogoni,
- neodvisni nadzor leta
- aerodinamika dvižnih teles

Zaradi težav s kompozitnimi tanki za vodik in nestabilnostjo je NASA leta 2001 preklicala projekt X-33, ko je bil prototip 85 % gotov. Skupno sta NASA in Lockheed Martin v projekt vložila približno 1,3 milijarde ameriških dolarjev.